# جین آلبرایت
جین گیبسون آلبرایت (انگلیسی: Jane Albright؛ زادهٔ ۲۶ مهٔ ۱۹۵۵) مربی بسکتبال زنان آمریکایی است که اخیراً از سال ۲۰۰۸ تا ۲۰۱۷ سرمربی تیم بسکتبال زنان نوادا ولف پک بود. آلبرایت پیش‌تر سرمربی تیم‌های بسکتبال زنان هاسکیز نورترن ایلینوی از ۱۹۸۴ تا ۱۹۹۴، بسکتبال زنان ویسکانسین بجز از ۱۹۹۴ تا ۲۰۰۳، و بسکتبال زنان ویچیتا استیت شوکرز از ۲۰۰۳ تا ۲۰۰۸ بوده است.

## اوایل زندگی و تحصیلات
آلبرایت که در گریم، کارولینای شمالی به دنیا آمده و بزرگ شده است، در سال ۱۹۷۳ از دبیرستان گراهام (کارولینای شمالی) و در سال ۱۹۷۷ با رتبه cum laude از دانشگاه ایالتی آپالاچی با مدرک کارشناسی در رشته بهداشت و تربیت بدنی فارغ‌التحصیل شد. او در دوران تحصیل خود در ایالتی آپالاچی، در تیم‌های بسکتبال و والیبال بازی می‌کرد.